# 加美町立宮崎小学校
加美町立宮崎小学校（かみちょうりつ みやざきしょうがっこう）は、宮城県加美郡加美町にある公立小学校である。

## 沿革
出典
- 1873年（明治6年）
  - 7月 - 西光寺に教場を開き、宮崎小学校と称した。
  - 11月 - 校舎を、西光寺より古内実広氏長屋に移す。
- 1875年（明治8年）3月 - 西原に支校を置く。
- 1878年（明治11年）11月 - 北川内村合併により北川内に支校を置き、仮教場を洞雲寺院に置く。
- 1882年（明治15年）
  - 5月 - 学制により、初・中・高等科併置校となる。
  - 6月 - 寒風沢に分教場を置く。
- 1884年（明治17年）8月 - 小学校設置区域の変更で高等科を廃止。
- 1887年（明治20年）4月 - 学制改革により、本校を宮崎尋常小学校と改称。
- 1888年（明治21年）
  - 2月 - 旭壇に校舎新築し、旭分教場と称す。
  - 8月 - 古内実晴氏から敷地を得て、現在地に校舎を新築。
- 1902年（明治35年）9月 - 柳沢に分教場を新築。
- 1904年（明治37年） - 柳沢分教場廃止。
- 1908年（明治41年）4月 - 本校は尋常6学年まで、旭・寒風沢の両分教場は5学年まで、それぞれ置く。
- 1914年（大正3年）4月 - 村議会において高等科廃止が決議される。
- 1919年（大正8年）3月 - 宮崎尋常高等小学校と改称。
- 1922年（大正11年）6月 - せんだん（校木）植樹。
- 1930年（昭和5年）11月 - 昭和天皇即位記念として、銀杏を植樹。
- 1931年（昭和6年）11月 - 校歌制定（作詞:土井晩翠・作曲:田村虎蔵）。
- 1941年（昭和16年）4月 - 国民学校令により、宮崎国民学校と改称。
- 1947年（昭和22年）4月 - 学制改革により、宮崎村立宮崎小学校と改称。
- 1951年（昭和26年）4月 - 旭小学校が独立。
- 1954年（昭和29年）7月 - 町制施行により宮崎町立宮崎小学校と改称。
- 1963年（昭和38年）3月 - 給食調理室が完成し、給食完全実施。
- 1972年（昭和47年）7月 - プール完成。
- 1983年（昭和58年）3月 - 北川内分校閉校。
- 1986年（昭和61年）3月 - 校門移転し、歩道完成。
- 1989年（平成元年） - PTA40周年記念事業（築山造成・記念植樹・記念誌発刊）実施。
- 1993年（平成5年）
  - 3月 - ランチルーム完成。
  - 10月 - 校庭拡張。
- 1995年（平成7年）4月 - ことばの教室開設。
- 1999年（平成11年）
  - 2月 - コンピュータ室設置。
  - 12月 - PTA設立50周年記念事業（バザー開催・記念植樹・記念誌発刊）実施。
- 2001年（平成13年）8月 - インターネット接続。
- 2003年（平成15年）4月 - 町村合併により、加美町立宮崎小学校と改称。
- 2005年（平成17年）7月 - 校舎・講堂大規模改修工事。
- 2006年（平成18年）4月 - 旧宮崎中学校体育館管理移管（宮崎小体育館）。
- 2008年（平成20年）7月 - プール改装工事。
- 2009年（平成21年）12月 - PTA設立60周年記念事業（記念コンサート開催）実施。
- 2010年（平成22年）
  - 3月 - 宮崎小体育館トイレ改修工事実施。地デジテレビ設置し、新パソコン導入。
  - 10月 - 体育館耐震補強工事完了。
- 2011年（平成23年）
  - 3月24日 - 3月11日午後に発生した東日本大震災の影響で延期された平成22年度卒業式挙行。
  - 4月 - 前月発生した東日本大震災の影響により、平成23年度第1学期始業式を11日に、入学式を13日に、それぞれ延期。
- 2012年（平成24年）
  - 2月 - 緊急メール配信システム導入。
  - 8月 - 校庭南側表土除染作業実施。
- 2013年（平成25年）8月 - 除染作業に伴う校庭覆土。
- 2014年（平成26年）3月 - 屋上にソーラーパネル設置。
- 2015年（平成27年）2月 - 防災用発電機と照明の配置完了。
- 2016年（平成28年）
  - 3月 - 講堂天井落下防止対策工事完了。
  - 7月 - 職員室にエアコン設置。
- 2017年（平成29年）
  - 3月 - 学習指導用ICT機器（タブレット・プロジェクター・実物投影機等）を導入。
  - 6月 - Wi-Fi環境を整備。
  - 11月 - 加美町立宮崎小学校及び旭小学校統合準備委員会発足。
- 2018年（平成30年）11月 - 統合記念「夢咲」花壇設置。
- 2019年（平成31年・令和元年）
  - 3月 - 加美町立旭小学校閉校。
  - 4月 - 宮崎小学校・旭小学校統合式挙行。校木「雲やぶりの木」制定。
  - 8月 - 校長室・普通教室にエアコン設置。図書室がコンピュータ管理となる。

## 教育目標
心身ともに健康で、進んで学び、思いやりのある児童の育成

## 学区
上小路1、上小路2、下小路1、下小路2、上町、中町、下町、東町、赤坂原、西川北、東川北、柳沢、北川内

## 卒業生の進路
公立中学校の場合
- 加美町立宮崎中学校

## 周辺
旧宮崎町中心部に位置する
- 加美町役場宮崎支所認定こども園みやざき園幼稚園部 - 敷地が隣接、かつ進学前幼稚園。
- 加美町役場宮崎支所 - 敷地が隣接。
- 宮城県道159号柳沢中新田線
- 宮崎郵便局

## アクセス
- 加美町コミュニティバス宮崎線で、「宮崎支所前」停留所下車後、学校正門まで、徒歩約90m・約1分。